# Miss Slovenije 1975
Miss Slovenije 1975 je bilo lepotno tekmovanje, ki je potekalo 15. julija 1975 v Velenju.
Bilo je 16 tekmovalk. Zmagovalki je lento podelil Džordže Marjanovič, član žirije. Jugoslovanski izbor je bil 16. avgusta v Umagu.

### Uvrstitve
- zmagovalka Majda Panič, 21 let, delavka v celjski Metki, Celje
- 1. spremljevalka Marta Pogačar, 21 let, uslužbenka, Ljubljana
- 2. spremljevalka Janja Žnidarič, 18 let, Maribor